# Dörte Krüger (Volleyballspielerin)
Dörte Krüger (* 1967, heute Dörte Kriegel) ist eine ehemalige deutsche Volleyballspielerin.
Dörte Krüger war 41-fache Nationalspielerin für die DDR und Deutschland und wurde 1989 bei der Europameisterschaft in Deutschland mit der DDR-Auswahl Zweite. Mit ihrem Verein SC Traktor Schwerin gewann die Mittelblockerin 1988 und 1990 den FDGB-Pokal. Nach der Wende spielte Krüger bei den Bundesligisten VG Alstertal-Harksheide, Sportvg. Feuerbach und CJD Berlin.
Mit dem MTV Stuttgart wurde Krüger 2014 Deutsche Seniorenmeisterin.